# Partia Socjalistyczna (Holandia)
Partia Socjalistyczna (niderl. Socialistische Partij, SP) – holenderska lewicowa partia polityczna.

## Historia
Założona w 1972 roku jako ugrupowanie o maoistowskim charakterze. Początkowo ograniczała swoją działalność do działalności w ramach związków zawodowych. Już na początku lat 70. wewnątrz partii rozpoczął się proces odstępowania od skrajnej lewicy. W latach 70. uczestniczyła w wyborach wyborów lokalnych zdobywając niewielką reprezentację w samorządach (zbudowała pozycje pośród katolickiej ludności na zamieszkującej południe kraju). W 1986 roku przewodniczącym partii został Jan Marijnissen. W 1991 roku wyrzekła się wszelkich związków z maoizmem. Nowy program partii nie wyróżniał jej na tle umiarkowanych partii socjaldemokratycznych. W 1994 roku po raz pierwszy wprowadziła swoich przedstawicieli do parlamentu. Od tego czasu regularnie uczestniczy w wyborach parlamentarnych uzyskując w nich poparcie umożliwiające wprowadzenie do parlamentu własnej reprezentacji. W 2005 roku partia prowadziła referendalną kampanię przeciwników projektów tzw. konstytucji europejskiej. W 2008 roku na czele partii stanęła Agnes Kant, którą w 2010 roku zastąpił Emile Roemer, a jego w 2017 Lilian Marijnissen.

## Ideologia
Partia deklaruje poglądy socjalistyczno-demokratyczne, socjaldemokratyczne i eurosceptyczne. Krytycy partii zarzucają jej populizm i postawy antyimigranckie.

## Poparcie w wyborach

### Wybory doIzby Reprezentantów
| Wybory | Lider listy        | Wyniki    | Wyniki     | Mandaty | +/−  | Rząd      |
| Wybory | Lider listy        | Głosy     | %          | Mandaty | +/−  | Rząd      |
| ------ | ------------------ | --------- | ---------- | ------- | ---- | --------- |
| 1977   | Remi Poppe         | 24,420    | 0.29 (#15) | 0/150   | Nowa | Poza izbą |
| 1981   | Hans van Hooft Sr. | 30,357    | 0.35 (#13) | 0/150   | 0    | Poza izbą |
| 1982   | Hans van Hooft Sr. | 44,690    | 0.55 (#13) | 0/150   | 0    | Poza izbą |
| 1986   | Hans van Hooft Sr. | 31,983    | 0.35 (#12) | 0/150   | 0    | Poza izbą |
| 1989   | Jan Marijnissen    | 38,789    | 0.44 (#10) | 0/150   | 0    | Poza izbą |
| 1994   | Jan Marijnissen    | 118,768   | 1.32 (#11) | 2/150   | 2    | Opozycja  |
| 1998   | Jan Marijnissen    | 303,703   | 3.53 (#6)  | 5/150   | 3    | Opozycja  |
| 2002   | Jan Marijnissen    | 560,447   | 5.90 (#6)  | 9/150   | 4    | Opozycja  |
| 2003   | Jan Marijnissen    | 609,723   | 6.32 (#4)  | 9/150   | 0    | Opozycja  |
| 2006   | Jan Marijnissen    | 1,630,803 | 16.58 (#3) | 25/150  | 16   | Opozycja  |
| 2010   | Emile Roemer       | 924,696   | 9.82 (#5)  | 15/150  | 10   | Opozycja  |
| 2012   | Emile Roemer       | 909,853   | 9.65 (#4)  | 15/150  | 0    | Opozycja  |
| 2017   | Emile Roemer       | 955,633   | 9.09 (#6)  | 14/150  | 1    | Opozycja  |
| 2021   | Lilian Marijnissen | 623,436   | 5.98 (#5)  | 9/150   | 5    | Opozycja  |
| 2023   | Lilian Marijnissen | 328,225   | 3.15 (#8)  | 5/150   | 4    | Opozycja  |